# Castro del Raso
El castro de El Raso es un asentamiento vetón situado en el municipio de Candeleda (Ávila, España), concretamente en una zona denominada El Freíllo, próxima a la pedanía de El Raso. Consta de varios recintos amurallados distribuidos en al menos tres zonas próximas entre sí, abarcando una superficie total de unas 20 ha. Parte de los hallazgos arqueológicos encontrados se encuentran en el Museo de Ávila, constituyendo lo que se denomina el tesorillo de El Raso, compuesto por algunas piezas y monedas de plata.
En el castro se ha rehabilitado dos de las viviendas para dar cobijo a un centro de interpretación que ofrece información sobre el yacimiento.

## Descripción
Situado en un paraje montañoso, rodeado por la sierra de Gredos y con vistas al cercanísimo pico Almanzor. Al ser estas montañas de clima más húmedo, prosperan los helechos y los robles. Aunque estos últimos no sean tan predominantes como en épocas anteriores, todavía hay un número considerable de ellos. Su excepcional situación sobre la garganta de Alardos no sólo lo hacen un lugar de gran belleza, sino también estratégico y fácil de defender. Pertenece al término de Candeleda, al que se accede por un desvío de la C-501. 

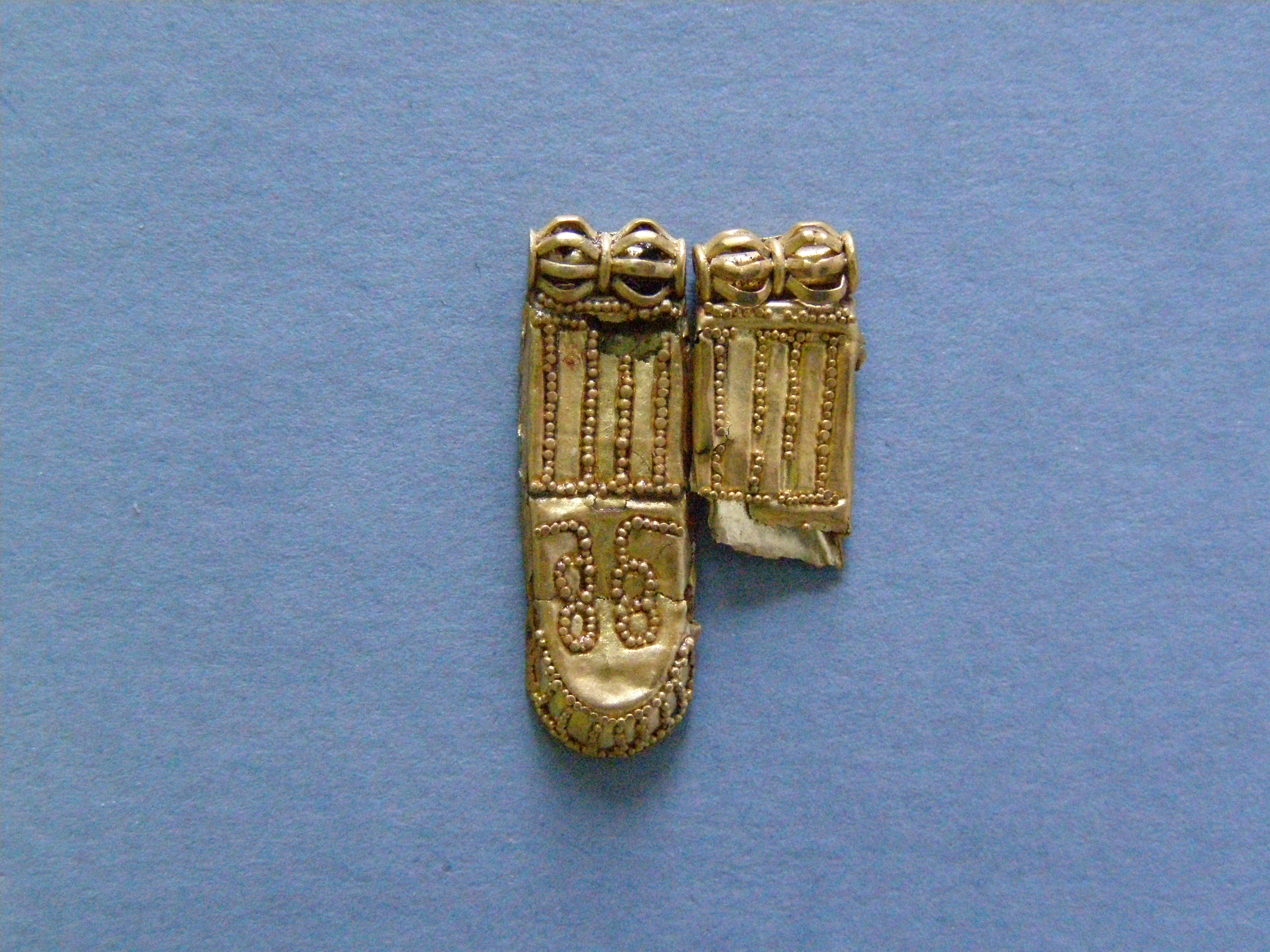
Pieza de diadema de la tumba 78. Museo de Ávila

Se trata de un castro vetón de la Edad del Hierro que ocupa una destacada posición sobre la garganta de Alardos que le sirve de foso, su parte alta está totalmente protegida por un fortín y hacia la llanura conserva restos de una muralla. Esta estratégica posición permitía controlar la parte baja y los accesos a los pastos de la Sierra de Gredos. 
Ocupado desde finales del siglo III a. C. hasta mediados del siglo I a. C., momento en que se abandona de forma forzosa,debido a la conquista romana. A partir de este momento la mayor parte del poblado es destruido y sus murallas inhabilitadas por los romanos lo que hace que sus habitantes se vean obligados a trasladarse a las zonas llanas del valle,dando lugar al progresivo abandono del lugar.  Se trata de una construcción ex novo, ya que se ha localizado un poblado anterior, en llano y sin murallas, en una zona cercana, El Castañar, que fue destruido. Con este poblado se relaciona la necrópolis, cuya cronología abarca desde el siglo V a. C. hasta el siglo III a. C. La necrópolis de El Raso no se ha localizado. 
Excavado desde los años 70 por F. Fernández Gómez, posee una muralla de 2 km de perímetro, con una anchura media de 2-3 m, torres de refuerzo y bastiones. Delante de ella se localiza un amplio foso, y se especula con la existencia de una rampa de piedras hincadas. En el interior se excavaron cuatro sectores, que evidencia una amplia densidad ocupuacional y la carencia de organización urbana, ya que los trazados de las calles son irregulares. Sin embargo, la planta de algunas casas se inspira en modelos helenísticos, con un hogar central, con banco corrido, en torno al que se distribuyen el resto de las estancias, y un porche en la entrada, con un pequeño corral para animales.
En el exterior del poblado se encuentra el santuario de Postoloboso, dedicado al dios Vaelico, relacionado con el lobo —que debió ser abundante por estos lugares—.

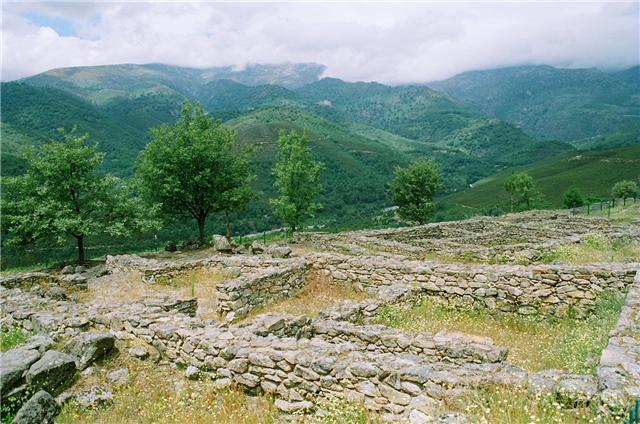
Casas excavadas en el castro del paraje del Freíllo en El Raso de Candeleda.